# 廢話 (專輯)
《廢話》是吳君如的首張細碟，在1993年10月推出。專輯的第一派台歌以及第一主打歌都是《廢話》。另外，此專輯也外銷至日本。

## 曲目
| 曲序 | 曲名                 | 作曲           | 填詞   | 編曲           | 備註     |
| 1    | 廢話                 | 袁家揚、陳光榮 | 因葵   | 袁家揚、陳光榮 | 第一主打 |
| 2    | 不清不楚 Unclear Mix | Harry Ho       | 潘源良 | Harry Ho       |          |
| 3    | 廢話 Nonsense Mix    | 袁家揚、陳光榮 | 因葵   | 袁家揚、陳光榮 |          |

## 唱片版本
- CD版